# Jardin Villemin
Jardin Villemin (česky Zahrada Villemin) je veřejný park, který se nachází v Paříži v 10. obvodu. Park byl vybudován v roce 1977 na místě bývalé vojenské nemocnice Villemin a jeho rozloha činí 19 690 m2.

## Historie
Monumentální vstup do staré nemocnice je stále vidět v domě č. 8 v ulici Rue des Récollets. Tato nemocnice byla založena v roce 1861 v bývalém klášteru v blízkosti železničních stanic Gare de l'Est a Gare du Nord, aby se raněným z fronty dostala rychlá pomoc. Nemocnice nesla jméno doktora Jeana Antoina Villemina (1827-1892), který se zabýval studiem tuberkulózy.
Park zde vznikl v roce 1977 a několikrát se rozšiřoval (1980, 1986 a 2000), až se jeho původní rozloha zdvojnásobila.